# Bitva u Trajánovy brány
Bitva u Trajánovy brány, jež se odehrála roku 17. srpna 986, byla srážka armád byzantské říše a bulharského carství, jež skončila bulharským vítězstvím.

## Okolnosti a průběh bitvy

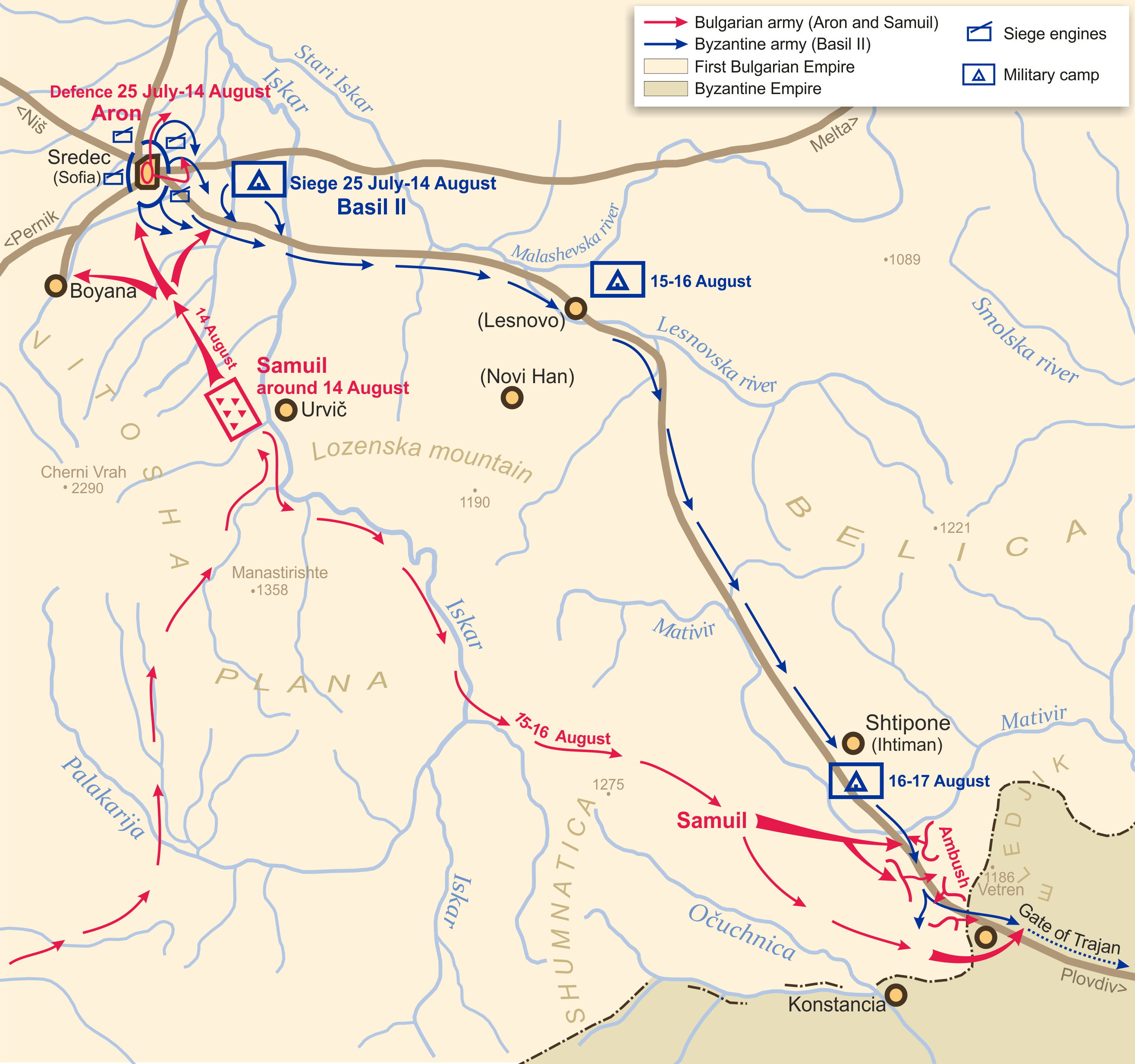
Schéma bitvy

Roku 985 se bulharský car Samuel zmocnil významného města Larissa a následujícího roku oblehl Berrhoiu. Na to zareagoval byzantský císař Basileios II., jenž se rozhodl získat strategický bod Serdiku (dnešní Sofie). Obléhání tohoto města však vlivem špatné přípravy nevyšlo a císař se tedy rozhodl pro ústup. Samuel pak rychlým pochodem překvapil císaře i jeho vojska v horské soutěsce zvaná Trajánova brána a většinu byzantských vojáků zde pobil. Basileiovi se poté podařilo s velkým úsilím se dostat s několika muži zpět na byzantské území v Thrákii.